# バス★ロビ
バス★ロビ（タイ語: วง บะสุโระบิ, 英語: VasRobbi　読み：バスロビ）は、日本及びタイ王国で活動する、ヒューマンポップス＆ロックバンドである。

## メンバー
・リョーコ／Vocal（ボーカル）
作詞、作曲、グッズやウェブデザイン等を手掛けている。
好きなものはリラックマ 、ハローキティと公言。スイカが好物であり、タイへ行くと毎日スイカスムージーを飲んでいるとSNSにも書かれている。
手先が器用で、メジャーデビュー前は衣装を手作りしていたこともあった。
過去には、オーダーメイドの老舗コスプレ衣装ショップ、コスミントのオフィシャルキャラクター『コスプレ戦隊ミントレンジャー』のペパーミント（ブルー）としての活動も精力的に行っていた。
【コスプレ戦隊ミント★レンジャー】
- 2005年7月東京国際フォーラムにて行われた「キャラフェス2005」メインステージにてお披露目、デビュー。

デビュー曲の『コスプレ戦隊ミントレンジャーのテーマ』は、エイプリルズのイマイケンタロウ氏が手掛け、話題を呼んだ。
- 2008年無期限の活動休止を発表している。
- 2020年コスミント公式YouTubeに『コスプレ戦隊ミントレンジャーのテーマ』がアップロードされた。

※テレビ、ラジオ番組の出演やイベント出演は以下の通り。
［メディア］
- 日本テレビ「メレンゲの気持ち〜通りの達人」出演
・フジテレビ「バニラ気分！」出演
・テレビ東京「TVチャンピオン」出題者として出演
・テレビ東京「キングコングのキンコンヒルズ」出演
・ラジオ関西「アニたま金曜」出演
・メディアワークス雑誌「電撃レイヤーズ」掲載

他
［ライブ、コンサート］
- 厚生年金会館にてコスミント主催によるコンサートや、トーキョードームシティアトラクションズ内ステージに多数出演

他

・ユウジ／Guitar（ギター）
ギターを担当する他、タイでのより精力的な活動を見越し、2019年に実用タイ語検定試験4級取得。
好きな食べ物はパクチーとグリーンカレー。
2020年1月単身でタイへ渡航し、自身初のソロライブを敢行。
サンリオのテレビ番組『ファンファンキティ!』（2020年4月よりテレビ東京系で放送開始）内楽曲の数曲のギター演奏を担当した。

### 旧メンバー
・ケンシロウ／Bass（ベース）
ベースの他、主に編曲を担当。お酒を飲みながら寿司を食べるのが好きとラジオ等で発言している。
自身のYouTubeチャンネルでゲーム実況動画の配信も行っている（ディシディアファイナルファンタジーオペラオムニア等）
異例の速さでチャンネル登録者数を伸ばし、人気を集めている。
サンリオのテレビ番組『ファンファンキティ!』（2020年4月よりテレビ東京系で放送開始）内楽曲の数曲のベース演奏を担当した。

## 概要
2009年結成。2012年メジャーデビュー。
都内のライブハウスを中心に、ショピングモールやビアガーデン、祭り(タイフェア、湘南祭、オクト－バーフェスト、他)などのステージにも積極的に出演。2014 年からタイ王国での活動も開始。
タイの地上波テレビ番組のタイアップ曲も担当する。

また、タイ生まれの海苔スナックTaoKaeNoi(タオケーノイ)の日本タオケーノイ大使でもある。
2018年から作曲家のたかはしごう氏の楽曲プロデュースを受け、精力的に活動している。

## 来歴
- 2006年5月22日　前身の「Vaskin★Robbins」が原宿RUIDOで初ライブ。
- 2009年5月22日　「バス★ロビ」に改名（メンバーそのまま）。同日、DVD『マルチナの憂鬱/モノグラム』発売。
- 2010年1月　渋谷O-EASTにてライブ。
- 2010年5月22日 初のワンマンライブを渋谷RUIDO K2にて行う。オープニングアクトは、元スパークリング☆ポイントの明日香
- 2011年5月21日　2周年記念ワンマンライブを渋谷RUIDO K2にて行う。
- 2012年7月1日　AKANE(ex.THE★SCANTY) FUTAMI(ex.THE★SCANTY)のユニット、「PLINK?」とツーマンライブを渋谷Rexにて行う。
- 2012年10月30日　渋谷公会堂にてライブ。
- 2012年11月21日　メジャーデビューCD『オリーブの木』をユニバーサルミュージックより発売。
- 2012年11月25日　メジャーデビュー記念ワンマンライブを渋谷Rexにて行う。
- 2013年3月 ベースのケンシロウが体調不良による活動休止を発表（後にうつ病と発表）。
- 2013年5月22日　4周年記念ワンマンライブを赤坂CLUB TENJIKUにて行うが、ケンシロウ無しでの形態となった。
- 2013年7月　ケンシロウが休み休みながらライブ復帰。
- 2013年11月　ボーカルのリョーコが乳がんであるとライブにて発表。同年の12月より、治療のため一時ライブ休止を発表（休止の間、主催イベントはユウジとケンシロウで運営されていた）。
- 2014年2月 衣装ブランドのオズコレクションより衣装提供。
- 2014年5月25日  5周年記念ワンマンライブでボーカルのリョーコがライブ復帰を果たす。会場は渋谷RUIDO K2。
- 2014年9月　初のタイ王国遠征ライブツアーを行う。タイ人歌手イム・スティダー、ルークターン・チョンティチャー、ゲウファー・パウィルンとも共演。 アジア工科大学院などでライブを行う。
- 2015年5月24日 6周年記念ワンマンライブを渋谷RUIDO K2にて行う。
- 2015年12月 2度目のタイ遠征。タイの地上波テレビ番組「Tadaima」の主題歌に決まった楽曲、『地図の終わり』を引っさげてのライブツアー決行。 同番組への出演も果たす。
- 2016年4月 タイの地上波テレビ番組「Tadaima」の2ndシーズン主題歌に『地図の終わり』が起用される。
- 2016年5月22日 7周年記念ワンマンライブを渋谷RUIDO K2にて行う。
- 2016年11月 CD『地図の終わり』発売。
- 2017年1月 3度目のタイツアー決行。ギターのユウジがパスポート紛失。
- 2017年5月21日 8周年記念ワンマンライブを渋谷RUIDO K2にて行う。
- 2017年7月　タイ生まれの人気海苔のスナック菓子 TaoKaeNoi(タオケーノイ)を日本で唯一輸入している 日本インスパイア(株)の、日本タオケーノイ大使に任命され、活動を開始。[2]
- 2017年9月3日 バス★ロビ主催イベント「very berry magic!」が通算100回を迎えた。
- 2017年10月 乳がんのシンボルである、ピンクリボンライブを行う。
- 2018年1月 4度目のタイ王国遠征。
- 2018年5月20日 9周年記念ワンマンライブを渋谷RUIDO K2にて行う。
- 2018年6月　リョーコのバースデーを兼ね、林原めぐみ1stライブを再現するというトリビュートライブを行う（ファンサークル林原も組と共同主催）。
- 2018年10月　たかはしごうによる楽曲プロデュースを第2回ピンクリボンライブにて発表。後、各SNSでも発表。
- 2018年11月 自主企画イベント「レインボーサイクロン」にて『僕は星(作詞＆作曲:RYO-KO/編曲：たかはしごう)』を発表。後にタイの地上波テレビ番組「Tadaima」の挿入歌に起用される。
- 2018年11月 5度目のタイ遠征。タイの地上波テレビ番組「Tadaima」主題歌『It's a piece of cake!(作詞:RYO-KO/作曲＆編曲:たかはしごう)』を引っさげてライブツアー決行。アジア各国のニュースサイトにも掲載される。[3]　オーダーメイドスーツブランドMODENAによるオーダースーツ衣装提供を受ける。
- 2019年2月 いじめ自殺防止コンクールにて、楠本さちこ、たかはしごうによる楽曲が優秀賞受賞。その楽曲のギター、ベースのレコーディングにユウジとケンシロウが参加。
- 2019年5月 10周年記念ワンマンライブを、渋谷RUIDO K2にて決行、ソールドアウト。ゲストはたかはしごう。
- 2019年10月　『僕は星(作詞＆作曲:RYO-KO/編曲：たかはしごう)』を、 認定特定非営利活動法人SB.Heart Stationの活動PR動画の挿入歌に提供[4]　また、同活動法人のテーマソングの提供も決まっている。
- 2019年11月4日　自身の主催イベント「レインボーサイクロン vol.15」でたかはしごうと共にライブを行う。
- 2020年4月 サンリオのテレビ番組『ファンファンキティ!』内楽曲の数曲のギター、ベースの演奏をユウジ、ケンシロウが担当。

『Chu!』『せかいはFUN!でいっぱいだ』『エガオニクス』『かがみよかがみ』を演奏した（具体的な曲名は後にSNSからは削除された)
- 2020年9月24日　ベースのケンシロウが、家庭の事情により脱退。
- 2021年3月 SDGsライブショー「Team Hello!SDGs 〜地球はひとつの星だから〜」 テーマ曲(たかはしごう氏アレンジ)のギター演奏をユウジが担当。(https://twitter.com/vasrobbi/status/1371380966082576384)
- 2021年6月29日　ハローキティの公式YouTubeチャンネル、HELLO KITTY / ハローキティ【Sanrio Official】にアップされた　『ハローキティが歌ってみた【ポップコーンの歌】』のギター演奏を、ユウジが担当。

## バス★ロビによる自主企画イベント
通算200回以上の自主企画イベントを行っている。
verry berry magic!
2010年4月より開催。女性アーティスト中心のイベント。
2017年9月に開催100回を迎え、現在も継続中。
レインボーサイクロン
2016年3月より開催。アニメ&ゲームソングカバーイベント。
ダイナマイトミックスジュース
2012年2月より開催。オールジャンルライブイベント。
レインボーフレーバースペシャル
女性ボーカルバンド中心のイベント。
他、アコースティックイベントや単発企画イベント、ワンマンライブやツーマンライブなども行う。
ライブイベント以外にもセッションイベントやオフ会も開催している。

## ディスコグラフィー

### CD
2012年11月21日 『オリーブの木』（ユニバーサルミュージックジャパン）
2016年11月20日 『地図の終わり』（タイの地上波テレビ番組「Tadaima」シーズン2主題歌）
2019年5月19日　『ロマンティックワールド』（10周年記念ソング。たかはしごうとのデュエット曲）
2019年11月4日 『It's a peace of cake!』（タイの地上波テレビ番組「Tadaima」シーズン5主題歌）
2020年2月9日　『僕は星』

### DVD
2009年5月22日  『マルチナの憂鬱/モノグラム』